# 淀川美代子
淀川 美代子（よどがわ みよこ、生年不明 - 2021年11月10日）は、日本の雑誌編集者。映画評論家・淀川長治の姪。

## 経歴
神戸生まれ。子供の頃は同居していた叔父（母親の弟）の淀川長治の影響を受け、映画と雑誌に囲まれて育つ。松竹映配に就職するもしばらくして退社、平凡出版（現：マガジンハウス）にアルバイトで参画し、雑誌『an・an』の編集部で働きはじめる。1年以上経ってから正社員となり、引き続き『an・an』の編集に携わっていたが、1985年に雑誌『Olive』の3代目編集長に抜擢される。
1987年まで『Olive』の編集長を務めた後『an・an』の編集長となり、最盛期には80万部以上の売り上げを達成する。1989年4月14日号の特集「セックスで、きれいになる。」は話題となった。
1998年から雑誌『GINZA』の編集長を務め、2006年末に編集長を辞してエグゼクティブ アドバイザー職に就任。2010年にマガジンハウスを退社し、フリーランスとなる。2012年1月に創刊したインテリア雑誌『MAISHA』（マイシャ、発行：BALS）の編集長を雑誌休刊までの2015年まで務め、2016年からはリニューアルした雑誌『ku:nel』（クウネル、発行：マガジンハウス）の新編集長となった。
2021年11月10日、死去。同年12月13日に生前から親交のあった編集者がTwitterに訃報を投稿した。編集長としては2021年11月20日発売の『ku:nel』2022年1月号が最後となった。2010年まで在籍したマガジンハウスの総務部によると、「故人の意志を尊重して当社から特に発表する予定はございません」としている。